# Kenny Prince Redondo
Kenny Prince Redondo (* 29. August 1994 in München) ist ein deutsch-spanischer Fußballspieler, der im Mittelfeld eingesetzt wird.

## Karriere
Redondo, der einen deutschen und einen spanischen Pass besitzt, begann seine Karriere beim Münchner Stadtteilverein Rot-Weiss Oberföhring. Ab dem 1. Juli 2009 gehörte er der SpVgg Unterhaching an.
Für Unterhaching debütierte Redondo in 2011/12 in der A-Junioren-Bundesliga. In seiner ersten Saison kam er auf 19 Einsätze, bei denen er ein Tor erzielte. In der Saison 2012/13 machte der Mittelfeldspieler für die Hachinger U19 22 Spiele (drei Tore), außerdem kam er im Seniorenbereich auf sieben Spiele (ein Tor) für die zweite Mannschaft der SpVgg in der fünftklassigen  Bayernliga Süd.
Zur Saison 2013/14 unterschrieb Redondo in Unterhaching seinen ersten Profivertrag und gehörte seither zum Kader der ersten Mannschaft. Nach weiteren 20 Spielen und sechs Toren für Unterhaching II gab er am 21. Dezember 2013 sein Profidebüt in der 3. Liga. Bei der 0:4-Heimniederlage gegen den SSV Jahn Regensburg wurde Redondo in der 72. Minute eingewechselt. Am 36. Spieltag gab Redondo gegen den VfL Osnabrück sein Startelf-Debüt in der ersten Mannschaft und steuerte zum 3:0-Heimsieg der SpVgg sein erstes Profitor bei.
Zur Saison 2015/16 verpflichtete der damalige Zweitligist 1. FC Union Berlin Kenny Prince Redondo.
In der Winterpause der Saison 2018/2019 wechselte Redondo zur SpVgg Greuther Fürth, um mehr Einsatzzeit zu erhalten. Dort unterschrieb er einen Vertrag bis 2021. Nachdem er in Fürth bereits in der Saison 2019/20 nur noch zu 14 Teileinsätzen in der Liga gekommen war, wechselte er im Oktober 2020 kurz vor Schließung des Transferfensters ablösefrei zum Drittligisten 1. FC Kaiserslautern und unterschrieb dort einen Zweijahresvertrag. 2022 stieg er mit dem FCK in die 2. Bundesliga auf. Er war bis dahin überwiegend Stammspieler und kam auch in den folgenden zwei Jahren in der zweiten Liga zu regelmäßigen Einsatzzeiten. In der Hinrunde der Saison 2024/25 fiel er mehrfach wegen einer Zehenverletzung aus und wurde in der Zwischenzeit nur als Einwechselspieler berücksichtigt.